# Reprezentacja Wielkiej Brytanii w piłce nożnej kobiet
Reprezentacja Wielkiej Brytanii w piłce nożnej – drużyna sportowa piłki nożnej, reprezentująca Zjednoczone Królestwo Wielkiej Brytanii i Irlandii Północnej w meczach i turniejach międzynarodowych, powoływana przez selekcjonera reprezentacji, w której mogą występować wyłącznie zawodniczki posiadające obywatelstwo brytyjskie.
Na co dzień Zjednoczone Królestwo reprezentowane jest przez cztery drużyny, pochodzące z części składowych państwa, tj.: Anglii, Irlandii Północnej, Szkocji i Walii. Żeńska drużyna Wielkiej Brytanii została powołana w 2012 roku w związku z organizacją przez ten kraj Igrzysk XXX Olimpiady, w których sportowcy z poszczególnych części składowych występują pod flagą brytyjską.
Reprezentacja Wielkiej Brytanii wystąpiła tylko w czterech meczach w ramach turnieju olimpijskiego w 2012 roku oraz w jednym meczu towarzyskim przeciwko reprezentacji Szwecji. Do kadry powołanych zostało 17 piłkarek pochodzących z Anglii oraz dwie Szkotki. Drużyna, której selekcjonerką była Hope Powell, ma na swoim koncie trzy zwycięstwa, jeden remis i jedną porażkę.
Reprezentacja Wielkiej Brytanii nie jest członkiem Międzynarodowej Federacji Piłki Nożnej (FIFA) ani Unii Europejskich Związków Piłkarskich (UEFA).

## Mecze
Reprezentacja Wielkiej Brytanii w swojej historii rozegrała pięć meczów:
| Mecz towarzyski                  | Wielka Brytania | 0:0 | Szwecja       |  |
| Turniej olimpijski, faza grupowa | Wielka Brytania | 1:0 | Nowa Zelandia |  |
| Turniej olimpijski, faza grupowa | Wielka Brytania | 3:0 | Kamerun       |  |
| Turniej olimpijski, faza grupowa | Wielka Brytania | 1:0 | Brazylia      |  |
| Turniej olimpijski, ćwierćfinał  | Wielka Brytania | 0:2 | Kanada        |  |

## Strzelczynie
Reprezentacja Wielkiej Brytanii w historii swoich meczów zdobyła 5 goli. Na listę strzelczyń zapisały się trzy piłkarki:
- Steph Houghton – 3
- Casey Stoney – 1
- Jill Scott – 1